# Diocèse de Balasore
Le Diocèse de Balasore (Dioecesis Balasorensis) est une église particulière de l'Église catholique d'Inde, dont le siège est à Balasore en Odisha.

## Évêques
L'évêque actuel est Mgr Simon Kaipuram depuis le 9 décembre 2013.
- Thomas Thiruthalil du 18 décembre 1989 au 9 décembre 2013

## Territoire
Son siège est en la Cathédrale du Christ-Roi de Balasore.
Il comprend les districts de Baleswar, de Bhadrak, de Kendujhar et de Mayurbhanj en Odisha.

## Histoire
La préfecture apostolique de Balasore est créé le 8 juin 1968 par détachement de l'archidiocèse de Calcutta.
Le 18 décembre 1989, elle est élevée au rang de diocèse.